# Mirmecologia
La mirmecologia è una branca della zoologia, o più precisamente dell'entomologia, che si occupa dello studio delle formiche, della loro evoluta vita sociale e di tutto quello che le riguarda.
La parola prende origine dal greco μύρμηξ (mýrmēx), "formica", e fu coniata dall'entomologo statunitense William Morton Wheeler (1865-1937).

## Storia
Lo studio e l'osservazione delle formiche risale a tempi immemorabili: fin dall'antichità la complessità del comportamento di questi piccoli insetti ha infatti affascinato gli uomini.
Di seguito sono riportati alcuni esempi in cui vengono citate le abitudini delle formiche in alcuni testi antichi:
(Salomone (Proverbi 6,6))
(Plinio il Vecchio)
Il grande naturalista Claudio Eliano ammirava molto il complesso di gallerie nelle tane delle formiche e li comparava con i labirinti di Greci e Cretesi.
Tra le prime osservazioni scientifiche dell'era moderna vanno segnalate quelle dello psicologo svizzero Auguste Forel (1848–1931), che sulla osservazione di tali insetti basò le sue riflessioni sui concetti di istinto e apprendimento.
Ma il vero padre fondatore della moderna mirmecologia è considerato l'entomologo statunitense William Morton Wheeler (1865-1937), che per primo studiò l'organizzazione sociale delle colonie di formiche come un superorganismo. Wheeler considerò la trofallassi, ovvero l'abitudine delle formiche di condividere il cibo, come il nucleo fondante della vita sociale delle colonie.
Negli ultimi 250 anni, sono quasi un migliaio i tassonomisti che hanno pubblicato almeno un lavoro relativo alla sistematica delle Formicidae, un campo in cui l'avvento della genetica ha consentito di approfondire notevolmente le conoscenze.